# Zygonoides lachesis
Zygonoides lachesis is een libellensoort uit de familie van de korenbouten (Libellulidae), onderorde echte libellen (Anisoptera).
De wetenschappelijke naam Zygonoides lachesis is voor het eerst geldig gepubliceerd in 1912 door Ris.